# ドイト
ドイト（DOIT、コーナンドイト）は、コーナン商事が運営しているホームセンター店舗チェーン。
かつてはドイト株式会社が運営していた。1972年、日本で最初の本格的ホームセンターとして埼玉県で創業した。「ドイト」の名称は「Do it yourself (DIY)」から。 2007年にドン・キホーテ（後のパン・パシフィック・インターナショナルホールディングス／PPIH）の傘下に入った。その後、2020年にホームセンター・リフォーム事業をコーナン商事へ譲渡した。（旧ドイト社は「株式会社スカイグリーン」に商号変更し、企業としては存続）

## 概要
東京都でタクシー業を営む日之出自動車株式会社（現：ヒノデ第一交通）が有していた、埼玉県与野市（現在のさいたま市中央区）の国道17号新大宮バイパス沿いの土地を生かし、1972年にDIY (Do It Youself) 形式のショップ（ホームセンター）を開業させたのが始まりである。
なお、この与野店が日本で最初の本格的ホームセンターの形態（駐車場併設 + 平屋店舗 + 素材の自己加工）を採った店舗とされる。
1980年代以降、埼玉県内を中心にロードサイドで大型店を次々と展開。与野本店に近接して園芸専門大型店「ドイト花の木（現:ドイトhananoki）」を開業した。1990年代にはビバホームが先行して手がけていた東京都心部への出店も「タウンドイト」業態で始めた。
しかし、1990年代後半に入ると平成不況が長引いたことによる需要低迷に加え、カインズホームがドイトの本拠地である埼玉県へ出店攻勢を掛けた影響などで収益低下が続いた。
2006年12月、ディスカウントストア大手のドン・キホーテが経営支援に乗り出し、新旧分離で新法人ドイトを設立。同社が実施した10億円以上にのぼる第三者割当増資を引き受け、人材を派遣した。ドン・キホーテはドイトを2007年1月に子会社化し、旧ドイト（現：サンフラワー）は同年2月13日に解散を決議。2月20日には特別清算が開始され、負債総額は約108億円と報じられた。
閉店対象外となった郊外店舗はほとんどがドン・キホーテへ業態転換。従来のドイトでは白を基調とした店舗外観であったが、外壁や内装を黒基調に改装した上でドン・キホーテの郊外店舗として再出発した。なお、ドン・キホーテ傘下に入ってから出店した店舗では、看板の色が緑地に黄色抜き文字に変更された。
ドイト時代は取り扱いがなかった食料品や電化製品なども販売する代わりに、DIY用品が大幅に縮小されている店舗も少数ながら存在する。旧ドイト与野本店など一部店舗ではある程度のDIY売場の品揃えを維持した。
ドン・キホーテ傘下入り後の2010年8月には、初の地方店舗と仙台若林店をオープンさせた（長崎屋仙台バイパス店からの業態転換。ただし東日本大震災で被災したため閉店し、建物も解体されている）。さらにドン・キホーテからドイトに逆転換する店舗もあった。
2019年11月、PPIHはドイトのホームセンター・リフォーム部門を、2020年2月にコーナン商事へ約68億円で譲渡すると発表した。

### 株式会社スカイグリーン
事業譲渡後の旧ドイト社はドン・キホーテ店舗の賃貸管理に専念し、2020年2月1日に株式会社スカイグリーンへ商号変更、本店所在地を目黒区青葉台（PPIHと同じ住所）に移転した。

## 沿革
- 1950年9月14日 - タクシー事業者「日之出自動車株式会社」が東京都墨田区に創業。
- 1972年12月1日 - 日之出自動車がDIYショップ（ホームセンター）の1号店（DIY流通事業部門）を開店（のちの与野店）。
- 1973年3月 - 社名をヒノデ株式会社に変更。
- 1991年4月1日 - ヒノデが流通部門を分社し、ドイト株式会社を設立。
- 2000年4月 - 休眠会社となっていた「株式会社ドイト商品研究所」（1978年4月12日設立）を存続会社としドイト株式会社を吸収、商号をドイト株式会社とする。
- 2001年10月 - 株式会社京麟を合併。
- 2005年
  - 8月21日 - 習志野店閉店。
  - 10月10日 - 吹上店閉店。
- 2006年12月17日 - 青葉台店閉店。
- 2007年
  - 1月31日 - 株式会社ドン・キホーテが設立した新会社に商号を譲渡し連結子会社となる。なお、旧ドイトは「株式会社サンフラワー」に商号を変更。
  - 9月10日 - 元親会社であるヒノデ株式会社が第一交通産業に売却される。
  - 12月31日 - 羽村店、江戸川中央店閉店。
- 2008年
  - 3月2日 - 厚木店閉店。
  - 3月16日 - 所沢店閉店。
  - 9月7日 - 経堂店閉店
  - 9月29日 - 春日部店閉店。
  - 10月19日 - 草加店閉店。
  - 12月31日 - 藤沢店閉店。
- 2009年
  - 2月15日 - 大和店閉店。
  - 3月29日 - 小平店閉店。
  - 5月18日 - ドン・キホーテ出身の宮田信明（長崎屋専務取締役）が代表取締役社長に就任。
- 2012年1月15日 - 相模原本店閉店。
- 2015年
  - 4月1日 - プロユーザー向け新業態「ドイトプロ」小金井公園店開店[5]。
  - 12月5日 - リフォームに特化した新業態 「ドイト ウィズ リ・ホーム」新宿下落合店開店[6]。
- 2016年5月9日 - オフィス向けサービス特化の新業態「シティドイト」日ノ出町店開店[7]。
- 2019年11月29日 - ホームセンター・リフォーム部門を2020年2月にコーナン商事へ約68億円で譲渡すると発表[3][4]。
- 2020年
  - 1月27日 - コーナン商事への事業譲渡に伴い、全店舗がこの日より休業となる[8]。
  - 2月1日 - ドイト株式会社は、株式会社スカイグリーンに商号を変更[2] 。
  - 2月19日 - ホームセンターコーナンドイト店として、全店舗で営業再開[9]。

## 会員制度

### 独自営業時代
会員制度としては「ドイトクラブ」があり、現金専用のポイントカードとクレジットカード（オリエントコーポレーションと提携）の2種を発行していた。ともに入会金300円、年会費は無料。購入金額100円ごとに1ポイントを付与、500ポイントで500円分の「お買物券」を発行していた。

### PPIH子会社時代
ドン・キホーテ傘下入り後も「ドイトクラブカード」を継続した（なお、2008年に入会金が無料になっている）が、2014年3月18日よりドン・キホーテの発行する「majica」のスタートに伴い、会員制度もmajicaに移行された。特典については、他ドン・キホーテ店舗と同様のチャージ時の1パーセントポイント付与に加え、ドイトクラブ独自の特典として支払時にも1パーセントポイント付与（火曜・土曜はポイント3倍デー）が行われた。その代わり、他ドン・キホーテで行われている円満快計サービスは行われなかった。なお、ドイト店舗以外で発行したmajicaで支払時ポイント付与サービスを受けるためには、サービスカウンターでmajicaを提示の上ドイトクラブ会員登録を行うことが必要であった。

### コーナン商事へ承継後
ホームセンターコーナンドイト店としてコーナンの店舗となり、コーナン各店舗と同様のシステムに移行。ポイント制度は楽天ポイントを採用、同社のハウスプリペイド電子マネー「コーナンPay」にも対応。

## 店舗
コーナンに承継前の時点で、以下の業態があった。
- ドイト - ホームセンター。
- 花ノ木（Hananoki） - ガーデニング専門店。
- タウン・ドイト - 都市型の小型店。
- ドイトプロ - 工具・建築資材・作業服など、建築業・電気設備業従事者などのプロユーザーに特化。
- シティドイト - オフィス向けサービスに特化した業態としてスタート。その後内装業や設備業などのプロユーザー向けにも対応。
- ドイト ウィズ リ・ホーム - リフォームに特化した業態。ドイトでは初の、ドン・キホーテ店舗内にテナントとして出店する試みもあった。

### コーナン承継前の店舗
以下の店舗のうち、ドン・キホーテ入間店を除く店舗が、コーナンへ譲渡・転換された。転換した店舗には「コーナン　ドイト朝霞店」のようにドイトの名が残されている。
以下の情報は、コーナン商事に承継前の時点。現在の店舗詳細・営業時間については、コーナン公式サイト「店舗情報」を参照。

#### 埼玉県
- 04：与野店
  - 7:00（日・祝は9:00）～24時。花ノ木（園芸用品、植物、ペット用品）9:00～20:00（11月～3月は19:00閉店）。本館・別館・花ノ木の3館体制であったが[16]、2007年8月10日、従来の本館部分はドン・キホーテ与野店となった[17][18]。
- 05：朝霞店
  - 本館1F・別館は6:30（日曜は9:00）～21:00。ハナノキ館・本館2Fは9:00～21:00。1975年3月開店。本館と花ノ木の2館体制であったが、2018年6月30日をもって花ノ木は閉店[19]、本館と合わせて改装し[20]、同年10月5日に「ドイトプロコーナー」（プロ仕様の商品）と「ドイトライフコーナー」（食品や家庭雑貨など）の複合店へリニューアル[21]。
- 09：入間店
  - ドイト運営のドン・キホーテに転換。折込チラシにはDOIT入間店として掲載されているものの、店舗外観や商品はドン・キホーテとなっている。ドイトクラブ特典は使えず、代わりにクラブドンペンカードが使用できる。現在、ドイト唯一のお酒、おもちゃ取扱店でもある。
- 15：東大宮店
  - 9:00～21:00。2008年4月に大幅改装し、食料品や衣料、焼きたてパンコーナーなどが新設され、DIYを多く扱うドン・キホーテのような形となった。
- 20：戸田店
  - 本館6:30（日・祝は9:00）～21:45。別館9:00～21:45。唯一焼きたてパンコーナーと野菜の売場があった。
- シティドイト 西川口店
  - 9:00～21:00。2017年4月15日開店[22]。
- ドイトプロ 岩槻店
  - 6:30～20:00（月～土曜・祝日）、9:00～20:00（日曜）。2017年2月1日開店[23]。
- ドイトプロ 川越店
  - 6:30～22:00（月～土曜・祝日）、10:00～19:00（日曜）。2018年4月1日開店[24]。

#### 東京都
- 25：西新井店 - 8:00～22:00。
- 26：東久留米店
  - 9:00～22:45。2008年1月の改装で、ほぼ同時期にグランドオープンしたドンキ名古屋本店同様に焼きたてパンコーナーが新設されていたが、2009年1月25日限りで撤退した。食品の品揃えはドイト随一とも言われていた。改装後はおもちゃも扱っていたが、10月に撤退。
- 29：タウン・ドイト 豊玉中店 - 8:00～23:00。
- 32：南砂店 
  - 9:00～23:00。南砂町ショッピングセンター「トピレックプラザ」内。
- 33：タウン・ドイト 後楽園店
  - 9:00～21:30（祝日を除く日曜は20：00）。住友銀行春日支店からの転換。
- ドイトプロ 小金井公園店
  - 6：30（祝日を除く日曜は9：00）～20：00。2015年4月1日開店。ドン・キホーテ五日市街道小金井公園店跡地[5]。
- ドイト ウィズ リ・ホーム 東向島店
  - 9:00～21:00。2014年4月にタウン・ドイトとして開店[25]。2016年8月16日にドイト ウィズ リ・ホームとしてリニューアルオープン[26]。

#### 福島県
- 41:ラパークいわき店
  - 8:00～21:45。ドン・キホーテ系のショッピングセンター敷地内に、2010年11月17日に開店[27]。

### コーナン承継前に閉店した店舗
- 06：吹上店
  - 2005年10月10日閉店。建物は取り壊され「コウノス メガ・ミックス」（パチンコ屋）となっている。
- 07：足利店
  - 店舗跡には2002年3月にカンセキ足利店が開店、2010年2月閉店。跡地は2017年にさがみ典礼の葬儀場となっている[28]。
- 08：小山店
  - 元はボウリング場を改装した店舗で、現在はドン・キホーテ小山駅前店の倉庫となっている。
- 10：伊勢崎店
  - 2000年（平成12年）8月20日閉店[29]、現在は群馬レジャーランド伊勢崎店となっている。
- 11：春日部店
  - 2007年11月9日、改装とともにドン・キホーテ春日部店が開店、併設された[30]。2008年9月29日にドイト閉店[31]。現在は全館MEGAドンキ。ドンキ出店時にドイトのあった場所は増床して生鮮市場となっている。ドイトクラブ特典は使えず、代わりにクラブドンペンカードを使用できた。
- 12：青葉台店
  - 2006年12月17日閉店。改築されヤマダ電機テックランド青葉店となった後、現在はMEGAドン・キホーテ青葉台店となっている。
- 13：大和店
  - 2009年2月15日閉店。閉店後、2009年4月3日にMEGAドン・キホーテ大和店として再オープンした。
- 16：板橋志村店
  - 2014年6月30日閉店。2015年夏、跡地にドン・キホーテが開店。
- 17：北本店
  - ドン・キホーテに転換したが、1年1ヶ月で閉店。現在はロイヤル金物北本店となっている。
- 18：羽村店
  - 2007年12月31日閉店。現在は本館がサンパ栄町店、別館がハードオフ・オフハウス羽村店となっている。
- 19：厚木店
  - 2008年3月2日閉店。現在はMEGAドン・キホーテ厚木店になっている。
- 21：草加店
  - 草加市栄町[32]。従来のドイトをほぼ維持していたが、2008年10月19日閉店[31]。一度更地にした後[32]、新しい店舗を建設し「MEGAドン・キホーテ草加店」として2010年11月5日に開店[33]。
- 22：相模原店
  - 2007年9月28日にドン・キホーテ古淵店を併設してリニューアルオープン[34]。2階がドン・キホーテだったが、ドイト部分は2008年6月で閉店し、MEGAドン・キホーテ古淵店として同年7月に再オープンした。
- 23：習志野店
  - 2005年8月21日閉店。建物は現存せず。現在はコジマ×ビックカメラ習志野店・MEGAドン・キホーテ習志野店・ビッグボーイ船橋習志野店となっている。
- 24：所沢店
  - 2008年3月16日閉店。現在はコジマ×ビックカメラ所沢店となっている。
- 27：藤沢店
  - 湘南ライフタウン湘南とうきゅう内[35]、1996年（平成8年）3月28日開業[35]、2008年12月31日閉店。MEGAドン・キホーテを経て、現在はコーナン湘南藤沢店となっている。
- 28：高崎店
  - 2000年（平成12年）5月14日閉店[36]、現在はスポーツデポ高崎店となっている。
- 30：江戸川中央店 - 2007年12月31日閉店。
- 34：経堂店
  - 2008年9月7日閉店。現在はビーバートザン経堂店となっている。
- 35：小平店
  - 2009年3月29日閉店。現在はコーナン小平店となっている。
- 35：越谷本店（花ノ木越谷店）
  - クラブドンペン・ドイトカードが使用可能だった。
- 36：川越店
  - 元々は全館がドイトだったが、1階をドン・キホーテと花ノ木（ドイト時代の植物・園芸用品売場を縮小の上で存続させた。）に転換、2階にテナントとしてアミューズメントが入居したが、後に1階の花ノ木は閉店しドン・キホーテの売り場を拡張、さらに後には2階のアミューズメントも閉店し、跡にはリサイクルショップのトレジャー・ファクトリーが入居している。
- 39：タウン・ドイト 大宮大和田店
  - 2010年6月9日にドン・キホーテ大宮大和田店の跡地に開店。ドンキ店舗から初の逆転換店舗だったが、2012年8月12日で閉店。
- 40：仙台若林店
  - 2010年8月11日、長崎屋仙台バイパス店の跡地に東北地区初出店としてオープンした[37]。長崎屋時代の建物をそのまま使っていたこともあり、ホームセンターの形態としては珍しく4階建てとなっており（店舗自体は3階まで）売り場面積はドイト最大であった。駐車場数は203台。しかし2011年3月11日の東日本大震災で被災し直後は店頭販売を行っていたが、長期休業の末に閉店。店内の品物と従業員は同年6月24日開店の東京都の恋ヶ窪店へ移され、移転という形になり、跡地は解体され葬儀場となっている。
- 42：相模原本店
  - ドン・キホーテ東名相模原店と、以前スーパーカーポイントが入居していた隣接する建物とを併せる形で2010年12月15日に開店。旧ドン・キホーテの建物を本館、旧スーパーカーポイントの建物を道具館として営業していた。2012年1月15日閉店。2012年5月11日から2館ともMEGAドン・キホーテ上鶴間店となっている[38]。
- 43:恋ヶ窪店
  - 2011年6月24日、イトーヨーカ堂恋ヶ窪店跡地に「ドイト恋ヶ窪店」として出店[39]。東日本大震災で被災した仙台若林店の従業員や商品を移動し、「復興応援フラッグショップ」としていた[39]。2012年4月20日、新業態店舗にリニューアルし「ドン・キホーテホームセンター恋ヶ窪店」として、DIY系商品を前面に押し出す店舗に改装した[40]。2014年12月31日閉店。
- シティドイト日ノ出町店
  - 2016年5月9日開店[7]、2018年12月6日閉店[41]。
- ドイト ウィズ リ・ホーム新宿下落合店
  - 2015年12月5日開店[6]、2019年1月11日閉店[42]。
- ドイト ウィズ リ・ホーム大森山王店
  - 2016年6月30日開店[43]、2018年5月20日閉店[44]。MEGAドン・キホーテ大森山王店（旧・ダイシン百貨店）2階にテナントとして出店[43]。
- ドイト ウィズ リ・ホームMEGAドン・キホーテ八千代16号バイパス店
  - 2016年11月19日開店[45]、2018年7月15日閉店[46]。MEGAドン・キホーテ八千代16号バイパス店にテナントとして出店[45]。